# Abbateggio
Abbateggio är en ort och kommun i provinsen Pescara i regionen Abruzzo i Italien. Kommunen hade 366 invånare (2018).